# Железняков Анатолій Григорович
Анатолій Григорович Железняков (нар. 20 квітня (2 травня) 1895, село Федоскіно, Московська губернія — 26 липня 1919, Ерастівка, Катеринославська губернія) — російський матрос, анархіст; командир 1-ї радянської кінної батареї, командир бригади бронепоїздів часів Громадянської війни в Росії. У радянській історіографії відоміший як Матрос Железняк, який під час Жовтневого перевороту 1917 своїм загоном розігнав Всеросійські установчі збори, і таким чином відкрив заколотникам-більшовикам на чолі з Леніним шлях для захоплення влади в державі.

## Біографія
Народився в міщанській родині в селі Федоскіно Богородського повіту Московської губернії (нині — один із районов міста Ногінськ).
Вступив до Лефортівського військово-фельдшерського училища, але невдовзі його покинув. Працював кочегаром на торговельному флоті, працював слюсарем на оборонному заводі Густав Листа.
У жовтні 1915 року призваний на службу до 2-го Балтійського флотського екіпажу.
У червні 1916 дезертирував і працював на торговельних судах на Чорному морі, переховуючись під вигаданим ім'ям.
Після амністії дезертирам, оголошеної після Лютневої революції 1917 у Росії, повернувся на флот і опинився в Кронштадті.
На той час мав стійкі погляди анархіста, не визнавав владу Тимчасового уряду.
У червні 1917 захищав особняк Дурново, захоплений анархістами. Був засуджений на 14 років каторжних робіт, але втік з-під варти. Був обраний до Центробалту — революційного органу моряків Балтійського флоту.

### «Варта втомилася»
У січні 1918 Железняков був начальником варти Таврійського палацу, де зібрались Всеросійські установчі збори.
Виконуючи таємний наказ більшовицьких лідерів, змусив голову зборів закрити засідання. В історію радянської держави, а особливо в радянську фільмографію, увійшов саме за фразою «Варта втомилася» (рос. Караул устал) при розгоні Законодавчих зборів.
Закриття Всеросійських установчих зборів відкрило шлях змовникам-більшовикам на чолі з Леніним, які не були обрані до більшовицької фракції зборів, захопити владу в країні шляхом арешту Тимчасового уряду та затвердження власного уряду «народних комісарів» через підконтрольний їм II Всеросійський з'їзд Рад робітничих і солдатських депутатів, де більшовики мали переважну більшість.

### Громадянська війна
Наприкінці червня — на початку липня 1918 в розпорядження Василя Кіквідзе прибув колишній начальник Бірзульского укріпрайону під Одесою Анатолій Железняков на чолі загону моряків з двома броньовиками — «Тигр» і «Лейтенант Шмідт». Кіквідзе зробив Железняка командиром 1-го стрілецького полку, а комісаром до нього був призначений одеський есер-максималіст і поет-футурист Борис Черкун.
Під час повстання лівих есерів у Москві в липні 1918 Железняков висловив їм співчуття і виступив за знищення Раднаркому як органу влади. Потім у нього почався конфлікт з Миколою Подвойським (з питання про постачання полку), який закінчився тим, що Подвойський наказав заарештувати Железнякова. Завдяки таємній підтримці друга-Кіквідзе матрос Желєзняк арешту уникнув, але в його полку почалося бродіння, і солдати розбіглися. Незабаром Железняков був звинувачений в катастрофі поїзда Подвойського і оголошений поза законом. Він втік з-під розстрілу і з допомогою лівих есерів зник у Тамбові. Але в жовтні 1918 потрапив під амністію, був призначений командиром 1-ї радянської кінної батареї і співробітником культурно-просвітницького відділу в Елані.
У листопаді 1918, під прізвищем Вікторс, Железняков був направлений на підпільну підривну роботу в Одесу. Там діяв спільно з бойової дружиною Григорія Котовського, з яким тісно зблизився. У цей час «матрос Желєзняк» брав участь у нальотах на банки і пограбуваннях. Після заняття Одеси Червоною Армією 6 квітня 1919 Железняков був обраний головою профспілки моряків торгового флоту. Але більшовицька інтервенція тривала, і через місяць він отримав призначення на посаду командира бригади бронепоїздів.

### Загибель
У липні 1919 року бригада діяла проти денікінців в районі Катеринослава.
Згідно з офіційною радянською версією, 25 липня під час бою на станції Верхівцеве Анатолія Железнякова смертельно поранено. Не опритомнівши, він помер наступного дня в госпіталі на станції Ерастівка. Труну з тілом перевезли до Москви, де 3 серпня з військовими почестями його поховали на Ваганьківському кладовищі.

## Вшанування
За радянської влади образ Матроса Железняка широко використували та оспівували в пропаганді.
- Тривалий час образ здорованя, обвішаного кулеметними стрічками, однозначно пов'язувався з матросом Железняком[1][2]
- У кінофільмі Виборгська сторона 1938, Борис Блінов у ролі матроса Железняка закриває Всеросійські установчі збори фразою Караул втомився.
- Розгону Всеросійських установчих зборів присвячений вірш радянського поета О. Прокоф'єва «Слово про матроса Железнякова» (1930).
- Матрос Железняк оспівується у відомій радянські пісні «Партизан Железняк» (1936; музика Матвія Блантера, слова Михайла Голодного)[3][4]:

| Ліві лапки | В степи под Херсоном — высокие травы, В степи под Херсоном — курган. Лежит под курганом, заросшим бурьяном, Матрос Железняк, партизан. | Праві лапки |

У тексті пісні багато нісенітніць: наприклад, за сюжетом, Железняков гине в бою зі своїми соратниками-анархістами — махновцями, та ще й за 200 км від справжнього місця загибелі.
- «Матрос Железняк», 1985, режисер — Дудін Віталій Андрійович, у ролі Железнякова — А. Котенєв.
- Матрос Железняк — персонаж романа Андрія Валентинова «Капітан Філібер» (2007).

Ім'ям Железнякова були названі бронепоїзд, ескадрений міноносець, річковий артилерійський корабель, крейсер, тральщик і теплохід.
1966 року на його честь перейменовано станцію Ерастівка.
Довгий час його ім'я мала середня школа № 2 міста Верхівцеве.
Пам'ятники матросу Железняку встановлено:
- На батьківщині, в селі Федоскіно Дмитрівського району Московської області
- У місті Долгопрудний, Росія
- У Ногінську
- У Кронштадті
- У Челябінську
- У привокзальному сквері міста Верхівцеве
- У місті П'ятихатки (знесений у 2016)
- Пам'ятна табличка на одному з будинків вулиці названої на його іменем (зараз вулиця Телеграфна) в Ізмаїлі.

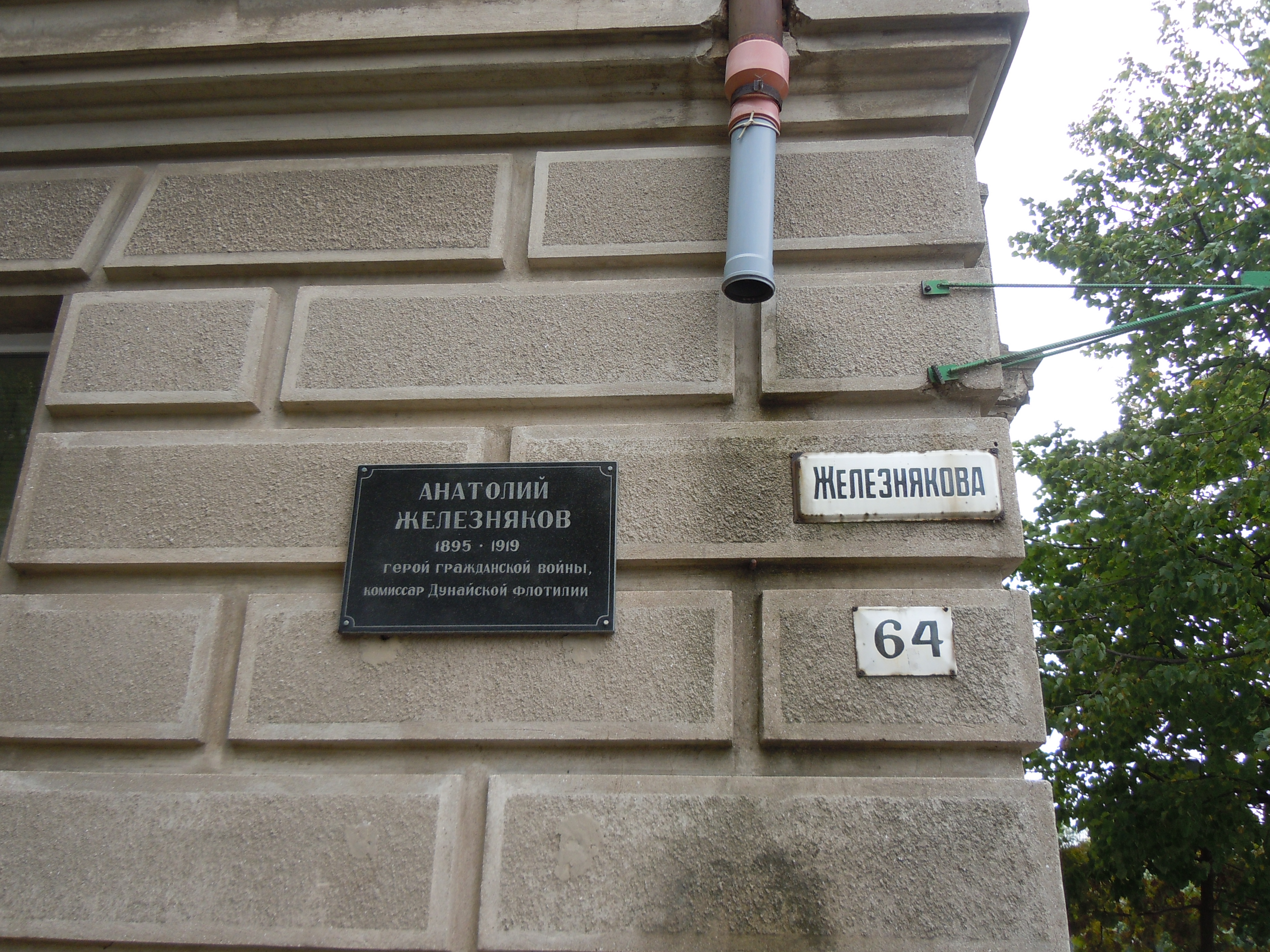
Пам'ятна табличка в Ізмаїлі